# UFC 241
UFC 241: Cormier vs. Miocic 2 — событие организации смешанных боевых искусств Ultimate Fighting Championship состоявшийся 17 августа 2019 года в спортивном комплексе Хонда-центр в городе Анахайм, штат Калифорния, США.
В главном бою вечера Стипе Миочич победил Дэниела Кормье техническим нокаутом в 4-м раунде и завоевал титул чемпиона UFC в тяжёлом весе.

## Положение до турнира
До турнира Дэниел Кормье был неоспоримым чемпионом в тяжёлом весе, отобрав его год назад у Стипе Миочича. Собственно, в главном событии вечера они встречались в реванше. Вернулся Нейт Диас после 3-х летнего простоя - последний раз в октагоне мы его видели в августе 2016-го в бою с Конором Макгрегором, который он проиграл. Этим вечером их бой проходил в полусреднем весе, так как оппонент Диаса Энтони Петтис перешел в полусредний вес из-за проблем с весогонками в легком и полулегком весах. А для Нейта Диаса полусредний вес, можно сказать, стал родным, так как оба боя с Конором Макгрегором проходили именно в этом весе. Также вернулся Йоэль Ромеро после годового простоя после 2 подряд спорных поражений от бывшего чемпиона UFC в среднем весе Роберта Уиттакера. Встречался он с очень талантливым нокаутёром Паулу Костой.

## Результаты турнира
| Бой п/п                                 | Весовая категория     | Участники и результат боя | Участники и результат боя | Участники и результат боя | Способ победы                              | Раунд | Время | Примечание                                                    |
| Основные (ESPN+)                        |                       |                           |                           |                           |                                            |       |       |                                                               |
| Бой 12                                  | Тяжёлый веc           | Стипе Миочич              | поб.                      | Дэниел Кормье (ч)         | Технический нокаут (удары)                 | 4     | 4:09  | Бой за титул чемпиона UFC в тяжёлом весе. Выступление вечера. |
| Бой 11                                  | Полусредний вес       | Нейт Диас                 | поб.                      | Энтони Петтис             | Единогласное решение (30-27, 30-27, 29-28) | 3     | 5:00  |                                                               |
| Бой 10                                  | Средний веc           | Паулу Коста               | поб.                      | Йоэль Ромеро              | Единогласное решение (29-28, 29-28, 29-28) | 3     | 5:00  | Лучший бой вечера                                             |
| Бой 9                                   | Полулёгкий вес        | Содик Юсуфф               | поб.                      | Габриэль Бенитес          | Нокаут (удар рукой)                        | 1     | 4:14  |                                                               |
| Бой 8                                   | Средний вес           | Дерек Брансон             | поб.                      | Иэн Хейниш                | Единогласное решение (29-28, 29-28, 29-28) | 3     | 5:00  |                                                               |
| Предварительные (ESPN)                  |                       |                           |                           |                           |                                            |       |       |                                                               |
| Бой 7                                   | Легкий вес            | Кхама Уорти               | поб.                      | Девонт Смит               | Нокаут (удар рукой)                        | 1     | 4:15  | Выступление вечера                                            |
| Бой 6                                   | Легчайший вес         | Кори Сэндхэген            | поб.                      | Рафаэл Асунсао            | Единогласное решение (30-27, 30-27, 29-28) | 3     | 5:00  |                                                               |
| Бой 5                                   | Легкий вес            | Драккар Клозе             | поб.                      | Христос Гиагос            | Единогласное решение (29-28, 29-28, 29-28) | 3     | 5:00  |                                                               |
| Бой 4                                   | Легчайший вес         | Кейси Кенни               | поб.                      | Мэнни Бермудес            | Единогласное решение (29-28, 29-28, 29-28) | 3     | 5:00  |                                                               |
| Ранние предварительные (UFC Fight Pass) |                       |                           |                           |                           |                                            |       |       |                                                               |
| Бой 3                                   | Жен. минимальный вес  | Ханна Сайферс             | поб.                      | Джоди Эскубель            | Единогласное решение (30-28, 30-27, 30-27) | 3     | 5:00  |                                                               |
| Бой 2                                   | Легчайший вес         | Кан Кён Хо                | поб.                      | Брэндон Дэвис             | Раздельное решение (28-29, 29-28, 29-28)   | 3     | 5:00  |                                                               |
| Бой 1                                   | Жен. наилегчайший вес | Сабина Мазо               | поб.                      | Шана Добсон               | Единогласное решение (30-24, 30-25, 30-25) | 3     | 5:00  |                                                               |

## Награды
Следующие бойцы были удостоены денежного бонуса в $50,000:
- Лучший бой вечера: Паулу Коста vs. Йоэль Ромеро
- Выступление вечера: Стипе Миочич и Кхама Уорти